# カルペ・ディエム (Aqua Timezのアルバム)
『カルペ・ディエム』は、Aqua Timezの4thオリジナル・アルバム。2011年2月16日にEpic Records Japanから発売。

## 概要
キャッチフレーズは「幸せはちっぽけなほうがいい、すぐに君に渡せるぐらい。」。
オリコンチャート首位を獲得した初のベスト・アルバムである前作、『The BEST of Aqua Timez』から1年4ヶ月ぶりのアルバムで、オリジナル・アルバムとしては『うたい去りし花』以来、約2年ぶり。
カルペ・ディエムとは紀元前1世紀の古代ローマの詩人ホラティウスの詩に出てくる語句。ラテン語で〈今日という日の花を摘め〉という意味を持ち、“今この瞬間を楽しめ”“今という時を大切に使え”という示唆を含んでいる。
初回生産限定盤は三方背BOX仕様で4曲のミュージック・ビデオを収録したDVD、「真夜中のオーケストラ」とのW購入者特典応募券とリリースイベント参加券が封入している。
収録曲13曲中7曲がタイアップ曲となっており、『うたい去りし花』と並び一枚のオリジナル・アルバムに収録されたタイアップ曲は自己最多である。

## 収録曲
- 全作詞・作曲（3,8,9,12,13）：太志
- 作曲（1,2,4,5,6,7,10,11）・全編曲（13以外）：Aqua Timez
- 編曲（13）：Aqua Timez・シライシ紗トリ

### CD
1. 百年の樹 [4:08]
2. 最後まで (Album ver.) [4:34]
ベスト・アルバム『The BEST of Aqua Timez』収録曲。
『SONY “WALKMAN” × MTV “ひとつになれる歌” 』プロジェクト・ソング。前奏のチューニングがカットされた。実際に高校に出向き、部活の様子も見学させて貰って作った曲。
3. プルメリア 〜花唄〜 [4:56]
10thシングル。
映画『ごくせん THE MOVIE』主題歌。
4. 真夜中のオーケストラ [5:53]
13thシングル。
テレビ東京系アニメ『NARUTO -ナルト- 疾風伝』エンディングテーマ。
5. カルペ・ディエム [6:24]
6. 刻 〜Interlude〜 [1:26]
インタールード。
「カルペ・ディエム」と「メメント・モリ」の2曲は“時”であったり“今”というものを意識させるものだったため時を刻む音や心臓の鼓動を入れている。
7. メメント・モリ [5:49]
太志曰く「昔からやってみたかった曲（静と動がはっきりした曲）」。
ただ激しく生きる事を純粋に歌っている曲。
8. 風に吹かれて [5:27]
13thシングル「真夜中のオーケストラ」に収録。
『第90回全国高等学校ラグビーフットボール大会』テーマソング
9. MILKY BLUES [3:56]
10. Let Loose [3:37]
11. GRAVITY Ø [5:04]
12thシングル。
MBS・TBS系アニメ『STAR DRIVER 輝きのタクト』オープニングテーマ。
12. 絵はがきの春 [4:55]
11thシングル。
味の素『クノールカップスープ』CMソング。
13. 銀河鉄道の夜 [6:39]
シライシ紗トリと、初めて共同でアレンジを行った。
『豆富小僧』の挿入歌になっている。

### 初回生産限定盤DVD
1. 絵はがきの春（Music Video）
2. GRAVITY Ø（Music Video）
3. 真夜中のオーケストラ（Music Video）
4. 風に吹かれて（Music Video）